# Ommatius jairajpurii
Ommatius jairajpurii là một loài ruồi trong họ Asilidae. Ommatius jairajpurii được Joseph & Parui miêu tả năm 1997. Loài này phân bố ở miền Ấn Độ - Mã Lai.